# Castell de Torrelles
El Castell de Torrelles fou un castell medieval d'estil romànic del segle xi situat en el poble de Torrelles de la Salanca, a la comarca del Rosselló (Catalunya Nord).
Estava situat en el mateix nucli principal de població de Torrelles, 

## Història
Al segle x, el terme torrellenc estava en mans de diversos monestir i esglésies. Hi tenien alous i possessions -in villa Torrelias- el monestir de Sant Miquel de Cuixà, l'església d'Elna, el monestir de Sant Pere de Rodes (l'església de Sant Pere de Torrelles i el seu alou), el de Sant Genís de Fontanes i el de Sant Pere de Camprodon.
Aquesta fragmentació va persistir al llarg de l'edat mitjana, i la família cognominada Torrelles era tal vegada la més important, però no l'única amb senyoriu en el lloc. Guitard Gausbert i la seva muller Adelaida eren castlans feudataris de Cuixà, el seu fill Bertran en continuà la possessió, i el fill d'aquest, Arnau Bertran, fou el primer a utilitzar de Torrelles. Aquesta família, que també tenia possessions a la Cerdanya, dominaven l'església, el poble i l'alou de Puig-oriol, entre altres terres. Perduraren fins al segle xvi. Ells devien posseir el Castell de Torrelles.
Una altra família important fou la dels Vernet, cossenyors de Torrelles durant molts anys. El 1198 consten diversos cossenyors, en aquest lloc: Ponç IV de Vernat, Ramon I de Castellrosselló, Ramon de Torrelles i el prior d'Espirà, i tots ells foren autoritzats a construir-hi una força o recinte murallat. Això explica l'existència en el terme de fins a quatre fortificacions: el Castell de Torrelles, la Força de la Geràrdia, el castell o Castellàs de Peralada i el castrum Gozberti de Locata, a part de la Mota de Juegues.
El 1322 tot plegat s'incorporà al vescomtat de Canet, acabat de crear, i visqué la mateixa història que el conjunt d'aquest vescomtat.

## Característiques
Molt possiblement, com explica Aymat Catafau, el castell podria tractar-se de la mateixa vila de Torrelles, amb l'església de Sant Julià i Santa Basilissa i el cementiri parroquial en un extrem, que formava un clos amb la façana de les cases donant en un carrer interior, i els patis, amb els safareigs, cap a l'exterior, formant un clos. Segons alguns documents, el castell també podria haver estat al davant mateix del poble, fora d'aquest recinte. De tota manera, els vestigis del castell es troben, en tot cas, en les pedres que formen les cases del nucli vell de Torrelles de la Salanca.